# Хмелевая спаржа
«Хмелевая спаржа» (нем. Hopfenspargel) — побочные корневые побеги хмеля, деликатес баварской кухни. Сезон «хмелевой спаржи» приходится в Германии на март-май.
Хмелевая спаржа является фактически отходом хмелеводства: чтобы активировать рост растений, весной корни хмеля обрезают, оставляя лишь три основных побега. Из «хмелевой спаржи» с VIII века готовили простые блюда, но с ростом массового производства об этом продукте постепенно забыли. Несколько лет назад в Халлертау возобновилась торговля деликатесной местной «спаржей», с которой готовят салаты под пивным маринадом и пассеруют на сливочном масле горячие гарниры, как с белой спаржей. Чтобы собрать урожай в один килограмм, требуется один-два часа в зависимости от погодных условий и состояния почвы.